# Bladloppor
Bladloppor (Psylloidea) är en överfamilj i insektsordningen halvvingar som innehåller över 3 000 kända arter över hela världen.

## Kännetecken
Bladloppor är små halvvingar med en längd på endast omkring 2 till 5 millimeter. Liksom andra halvvingar har de ofullständig förvandling och genomgår utvecklingsstadierna ägg, nymf och imago. De fullbildade insekterna har en kompakt byggd kropp med välvd rygg, två par vingar och speciellt anpassade bakben som ger dem god hoppförmåga. Nymferna har en mer tillplattad kroppsform och är inte så rörliga som de fullbildade insekterna. 

## Levnadssätt
Bladloppor livnär sig på växtsaft som de suger ut ur olika växtdelar, som unga skott, blad, löv eller rötter. Flertalet arter är monofaga eller oligofaga i sitt födoval, det vill säga att de har endast en växtart eller en grupp av närbesläktade växtarter som värdväxter. 

## Skadeinsekter
Vissa bladloppor är kända som skadeinsekter på odlade växter, bland annat äpplebladloppa (Cacopsylla mali) på äpple, päronbladloppa på päron och morotsbladloppa (Trioza apicalis) på morötter. 
Problem med bladloppor i grönsaksodlingar och fruktodlingar kan förebyggas genom icke-kemiska metoder, bland annat genom att se till att deras naturliga fiender, som vissa parasitsteklar och nyckelpigor, är närvarande och trivs. Dock kan det, till exempel i större fruktodlingar, även behövas besprutning med kemiska preparat om angreppen är svåra. I morotsodlingar kan fiberduk minska problemen med bladloppor.